# Панориос, Константинос
Константинос Пано́риос (греч.  Κωνσταντίνος Πανώριος ; 1857, Сифнос — 1892, Афины) — греческий художник второй половины XIX века, представитель Мюнхенской школы греческой живописи.

## Биография
Константинос Панориос родился на острове Сифнос в 1857 году. 
Учился живописи в афинской Школе искусств, предшественнице Афинской школы изящных искусств которую окончил в 1878 году. 
По завершении учёбы в Афинах в 1879 году уехал в Мюнхен, чтобы продолжить учёбу в Мюнхенской академии художеств. 
Панориос выставлял свои работы на греческой выставке Олимпия в 1875 году и на выставках Художественного общества Мюнхена в 1882 и 1883 годах. 
Художник вернулся в Грецию в 1891 году, но, будучи уже душевнобольным, уединился в селе Кастро на острове Сифнос. 
Панориос умер в следующем 1892 году в Афинах. 
Несмотря на то, что в силу своей болезни и ранней смерти художник оставил после себя ограниченное число работ, Панориос признан одним из характерных представителей Мюнхенской школы греческой живописи.
Некоторые искусствоведы считают, что Панориос был подвержен влиянию немецкого художника Франца фон Ленбаха, другие считают, что работы Панориоса, в основном портреты во весь рост, имеют свой характер и выделяются своей изобразительной силой.

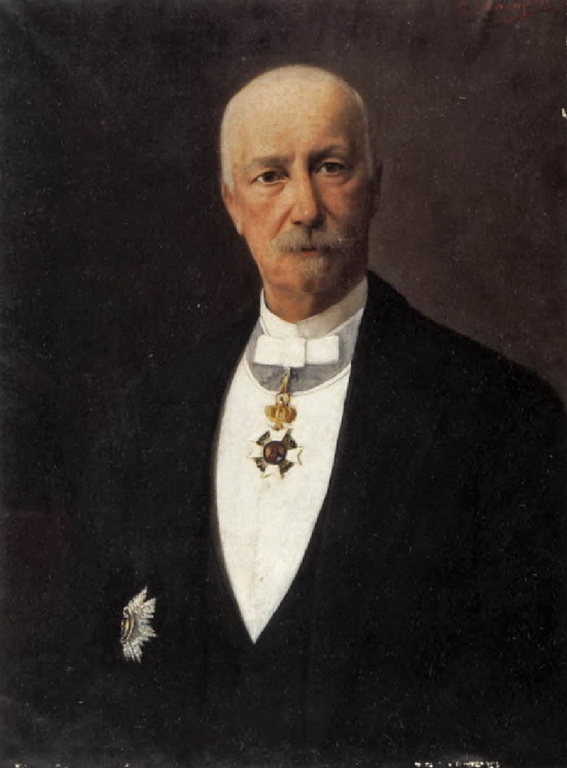
Портрет Мильтиада Палеолога Бенизелоса.
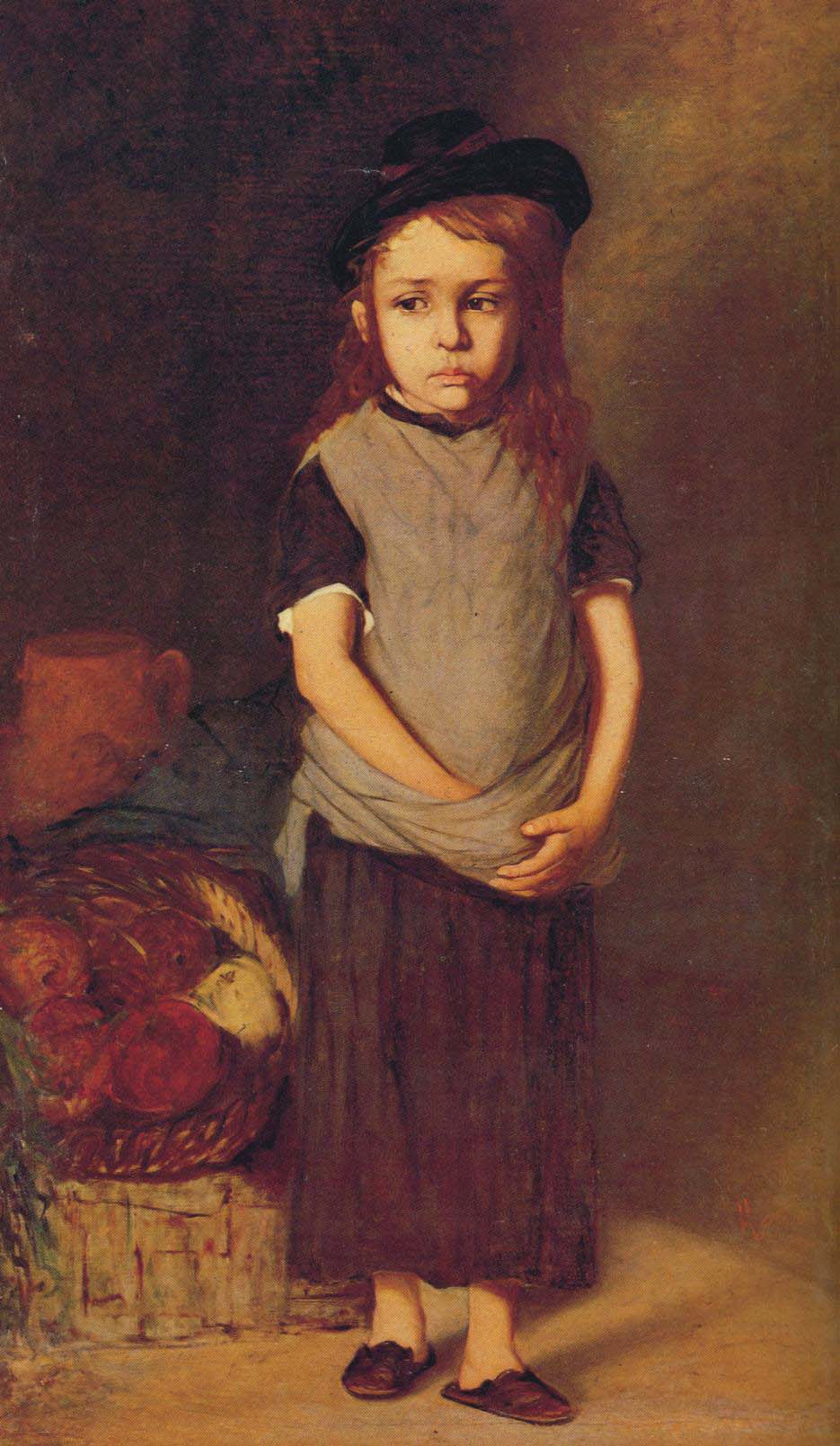
Титика (1888). Национальная художественная галерея (Афины).
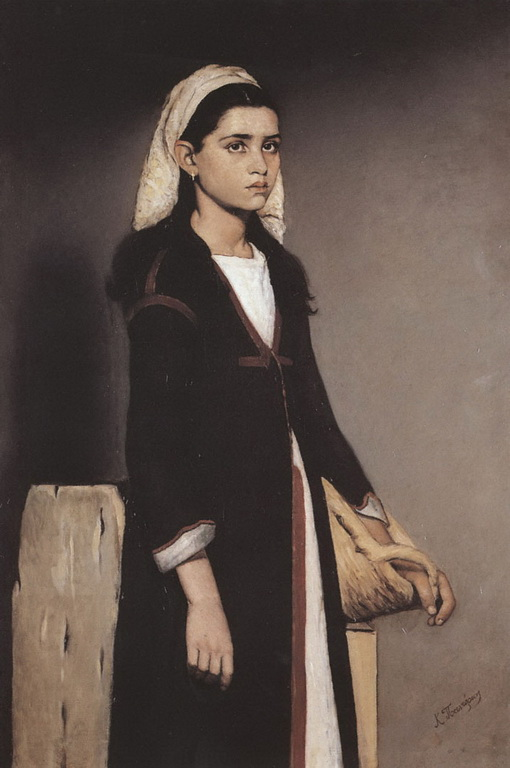
Крестьянская девушка с корзиной (1885).